# Le Journal de Saint-Barth
Le Journal de Saint-Barth (JSB) est une publication hebdomadaire de Saint-Barthélemy (Antilles françaises). C'est l'un des trois journaux de l'île, avec le 97133 et le St Bath Weekly en anglais.

## Historique
Le Journal de Saint-Barth est créé en 1991 par France-Antilles (groupe Hersant), Georges Carrères (1er rédacteur en chef) et Daniel Ducharme (1er directeur de publication)
Le journal paraît pour la première fois le 21 juin 1991, premier jour de l’été. Son dossier consacré au projet de Plan d'occupation des sols ne fait en effet pas que des heureux. Le soir même de sa distribution, des opposants en colère envahissent le jardin du rédacteur en chef, Georges Carrères, et en signe de désaccord au projet, y jettent une grande partie des exemplaires. Le POS ne verra jamais le jour, mais le journal gagne sa notoriété.
Le Journal de Saint-Barth paraît d’abord chaque mois, puis trouve un rythme hebdomadaire à partir de fin 1992.
En novembre 1993, Georges Carrères cède la place à un ensemble de rédacteurs qui vont se succéder jusqu’à l’arrivée en fin d’année 1995 d’Yves Bourel, au poste de rédacteur en chef, au moment de l'achat du journal par la Société de Presse Antillaise.
En novembre 2000, Pierrette Guiraute reprend le poste pour une décennie. Elle laisse la place en janvier 2012 à Hugo Lattard jusqu'en septembre 2017. Accueillie par l'ouragan Irma  (6 septembre 2017) Valentine Autruffe prend le poste de rédactrice pendant un peu plus de trois. Le temps de développer la page Facebook de l'hebdomadaire gratuit. Le poste est repris par Thomas Fetrot qui rejoint la directrice de publication, Avigaël Haddad en poste depuis novembre 1996.

## Présentation
La ligne éditoriale est présentée par Pierrette Guiraute, ancienne rédactrice en chef :
« Le Journal de Saint-Barth s'est toujours efforcé de tenir une ligne éditoriale stricte, développée au fil du temps par des professionnels confirmés. Nous n'avons jamais cédé à la démagogie et à la complaisance qui sont parfois de mise pour récupérer les discours porteurs. Cela n’est pas toujours facile. Sur un petit territoire, une information anodine à l'échelle d'un département ou d'une région, prend immédiatement une importance capitale pour les intéressés. Sans vider l'information de son contenu, le localier à Saint-Barthélemy se doit d'en bien mesurer toutes les conséquences. Il ne doit pas flatter, au risque d'induire ses lecteurs en erreur. »
— Pierrette Guiraute, VIP Saint-Barth 2006.
En l’absence de rotatives à Saint-Barthélemy, le Journal de Saint-Barth est imprimé depuis 1995 par les presses du Daily Herald NV, quotidien de la partie néerlandaise de île de Saint-Martin.